# Deimhausen
Deimhausen ist ein Ortsteil des oberbayerischen Marktes Hohenwart, Landkreis Pfaffenhofen an der Ilm. Bis 1971 war er Sitz einer selbstständigen Gemeinde.

## Geographische Lage
Das Pfarrdorf liegt etwa vier km nördlich des Hauptorts der Marktgemeinde.

## Geschichte
Die katholische Pfarrkirche Sankt Pantaleon stammt im Kern aus dem 13. Jahrhundert. Zur 1818 mit dem bayerischen Gemeindeedikt gegründeten Gemeinde gehörte auch der Ort Beuern. Die Gemeinde gehörte zum Landkreis Schrobenhausen. Am 1. Oktober 1971 wurde sie in den Markt Hohenwart eingegliedert; mit der Auflösung des Landkreises Schrobenhausen wurde die Marktgemeinde am 1. Juli 1972 in den Landkreis Pfaffenhofen an der Ilm umgegliedert.

## Sehenswürdigkeiten
Folgende Baudenkmäler sind in der Denkmalliste aufgeführt:
- Pfarrkirche
- Pfarrhof
- Feldkapelle